# Királykapipra
A királykapipra (Machaeropterus regulus) a madarak osztályának verébalakúak (Passeriformes) rendjébe és a piprafélék (Pipridae) családjába tartozó faj.

## Rendszerezése
A fajt Carl Wilhelm Hahn német zoológus írta le 1819-ben, a Pipra nembe Pipra regulus néven.

## Alfajai
Alfajait egyes szervezetek áthelyezték:
- Machaeropterus regulus antioquiae Chapman, 1924 vagy Machaeropterus striolatus antioquiae
- Machaeropterus regulus aureopectus Phelps & Gilliard, 1941 vagy Machaeropterus striolatus aureopectus
- Machaeropterus regulus obscurostriatus Phelps & Gilliard, 1941 vagy Machaeropterus striolatus obscurostriatus
- Machaeropterus regulus regulus (Hahn, 1819)
- Machaeropterus regulus striolatus (Bonaparte, 1838) vagy Machaeropterus striolatus
- Machaeropterus regulus zulianus Phelps & W. H. Phelps Jr, 1952 vagy Machaeropterus striolatus zulianus

## Előfordulása
Az Atlanti-óceán part menti részén, Brazília területén honos. Természetes élőhelyei a szubtrópusi és trópusi síkvidéki és hegyi esőerdők.

## Megjelenése
Testhossza 10 centiméter.  A hím feje teteje skarlátvörös, testalja csíkozott. A tojó barnás.

## Életmódja
Gyümölcsökkel és rovarokkal táplálkozik.

## Természetvédelmi helyzete
Az elterjedési területe elég nagy, egyedszáma  viszont csökken, de még nem éri el a kritikus szintet. A Természetvédelmi Világszövetség Vörös listáján nem fenyegetett fajként szerepel.